# Giovanni Moretti

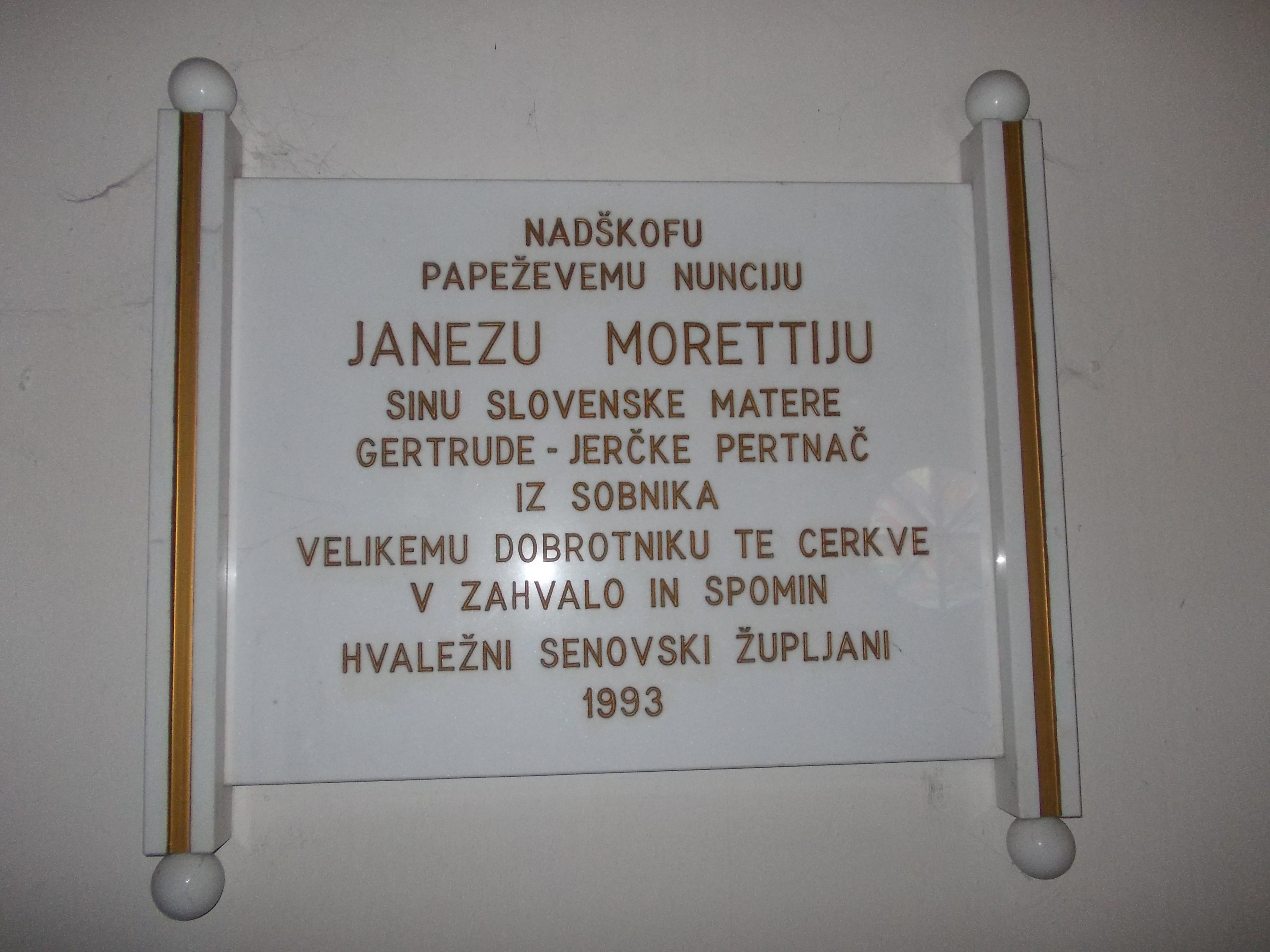

Giovanni Moretti (* 20. November 1923 in Meina; † 16. Oktober 2018 ebenda) war ein italienischer Geistlicher, römisch-katholischer Erzbischof und Diplomat des Heiligen Stuhls.

## Leben
Giovanni Moretti empfing am 28. Juni 1947 die Priesterweihe für das Bistum Novara.
Papst Paul VI. ernannte ihn am 9. September 1971 zum Apostolischen Pro-Nuntius in Thailand und Apostolischen Delegaten in Laos, Malaysia und Singapur und Titularerzbischof pro hac vice von Vartana. Der Apostolische Nuntius in Österreich, Erzbischof Opilio Rossi, spendete ihm am 24. Oktober desselben Jahres die Bischofsweihe; Mitkonsekratoren waren Placido Maria Cambiaghi B, Bischof von Novara, und Robert Ratna Bamrungtrakul, Bischof von Ratchaburi. 
Am 13. März 1978 wurde er zum Apostolischen Pro-Nuntius im Sudan und am 10. Juli 1984 zum Apostolischen Pro-Nuntius in Ägypten ernannt. Am 15. Juli 1989 wurde er zum Apostolischen Nuntius in Belgien und Luxemburg ernannt. Sein altersbedingtes Rücktrittsgesuch nahm Papst Johannes Paul II. am 3. März 1999 an.